# 小行星15230
小行星15230（15230 Alona）是一颗绕太阳运转的小行星，为主小行星带小行星。该小行星于1987年9月13日发现。

## 轨道参数
小行星15230的轨道半长轴为2.2852515 UA，离心率为0.165。